# Pino Caruso
Pour les articles homonymes, voir Caruso (homonymie).
Pino Caruso, nom de scène de Giuseppe Caruso, né à Palerme le 12 octobre 1934 et mort, près de Rome, le 7 mars 2019 est un acteur, animateur de télévision et écrivain italien.

## Biographie
Pino Caruso est né à Palerme, où il fait ses débuts au théâtre en 1957. En 1965, il s'installe à Rome et entre dans la compagnie de théâtre Il Bagaglino. Il acquiert la popularité en prenant part à plusieurs programmes de variétés à la RAI comme Che domenica amici (1968), Gli amici della domenica (1970), Teatro 10 (1971), Dove sta Zazà (1973), Mazzabubù (1975), Due come noi (1979).
Pino Caruso est le président de l'« Union des Acteurs italiens » de 1979 à 1989.
De 1995 à 1997, au moment de la nomination du maire de Palerme Leoluca Orlando, il organise Palermo in scèna, un festival de théâtre qui a eu lieu du 14 juillet au 14 septembre. En 2001, le commissaire extraordinaire de la ville Ettore Serio demande à Caruso de répéter l'expérience.
À partir de 1976, il collabore régulièrement comme chroniqueur avec des journaux et des magazines comme Il Mattino, Il Messaggero, Paese Sera, L'Avanti, Il Tempo, La Sicilia. Il est également l'auteur de nombreux ouvrages.
Au cours de sa carrière, il a pris part à environ 30 films, et a fait ses débuts en tant que réalisateur en 1977 avec le film Ride bene chi ride ultimo.

### Famille
Pino Caruso est marié à la comédienne Marilisa Ferzetti et est le père de l'acteur de doublage Francesco Caruso Cardelli .

## Filmographie partielle
- 1968 : La più bella coppia del mondo de Camillo Mastrocinque : Carmelo Miccichè
- 1969 : La Main de Henri Glaeser : Marco, le cycliste
- 1969 : Gli infermieri della mutua de Giuseppe Orlandini : Dr Borselli
- 1970 : Le Mur de l'Atlantique de Marcel Camus : Friedrich
- 1970 : Quella piccola differenza de Duccio Tessari : Marino Marini
- 1973 : Gli amici degli amici hanno saputo de Fulvio Marcolin (de) : Vincenzino Cipolla
- 1973 : Malicia de Salvatore Samperi : Don Cirillo
- 1973 : Séduction (La seduzione) de Fernando Di Leo : Alfredo
- 1974 : La Gouvernante de Giovanni Grimaldi : Enrico Platania
- 1975 : Dupont Lajoie d'Yves Boisset : Vigorelli
- 1975 : L'ammazzatina d'Ignazio Dolce : Mimì Galluzzo
- 1975 : Les Lèvres de sinistre bleu (it) (Labbra di lurido blu) de Giulio Petroni : Ne Gino
- 1975 : La Femme du dimanche (La donna della domenica) de Luigi Comencini : le commissaire de police De Palma
- 1976 : Dimmi che fai tutto per me de Pasquale Festa Campanile : le commissaire de police
- 1977 : Il marito en collegio (it) de Maurizio Lucidi : baron Filippo Pancaldi
- 1977 : Ras-le-bol à l'italienne (Il... Belpaese) de Luciano Salce : Ovidio Camorrà
- 1977 : Ride bene... chi ride ultimo, épisode Sedotto e violentato de Marco Aleandri : Giuseppe Tarluto
- 1978 : Gegè Bellavita de Pasquale Festa Campanile : Le duc Attanasi
- 1980 : Il ficcanaso de Bruno Corbucci : le commissaire
- 1981 : L'esercito più pazzo del mondo (it) de Marino Girolami : capitaine Parabellum
- 1982 : Canto d'amore (it) d'Elda Tattoli
- 1989 : Scugnizzi de Nanni Loy : le juge
- 1991 : Per quel viaggio in Sicilia de Egidio Termine (it) : le prêtre
- 1998 : La strategia della maschera (it) de Rocco Mortelliti (it) : Don Ciccio Bova
- 2009 : La matassa de Giambattista Avellino (it), Salvatore Ficarra (it) et Valentino Picone (it) : don Gino
- 2016 : Abbraccialo per me (it) de Vittorio Sindoni : don Pino

## Ouvrages
- (it) L'uomo comune, 1985, Novecento
- (it) Je delitti di via della Loggia, 1991, Novecento
- (it) Il diluvio universale. Acqua passata, 1995, Novecento
- (it) L'uomo comune (edizione rinnovata), 2005, Marsile
- (it) Il silenzio dell'ultima notte, 2009, Flaccovio editore
- (it) Appartengo a una generazione che deve ancora nascere (aforismi storie, personaggi e ragionamenti sullo stato attuale del mondo), 2014, ERI-RAI (Mondadori)
- (it) Il senso dell'umorismo è l'espressione più alta della serietà (aforismi storie, personaggi e ragionamenti sullo stato attuale del mondo), 2017, Alpes editore
- (it) Se si scopre che sono onesto, nessuno si fiderà più di me (aforismi storie, personaggi e ragionamenti sullo stato attuale del mondo), 2017, Alpes editore